# 許珏 (宋朝)
許珏（?—?），字君瑤，一字國璽。潮州府韓山山前鄉（今饒平縣山前鄉）人。宋朝駙馬。

## 生平
許珏少年天資厚質，左足底有朱砂痣。好学，嫻韜略，精易理。初為宋仁宗近衛武官，授左班殿值，娶宋太宗曾孫女德安公主為妻。出為賓州觀察使，廣南西路大總兵馬都監。宋神宗熙宁八年，有宋越熙寧戰爭。朝廷以郭逵为安南招讨使，珏为都监，南下征剿，十二月於富良江大败交趾兵。元祐六年，因事谪戍儋州，與苏轼有往來。苏轼贈之茶盂，曰：“无以为清风明月之赠，此盂聊见意耳！”晚年侨居儋耳，享年九十餘歲。卒时與妻合葬海阳东厢洗马桥埔。

## 家族
出身顯宦家族，曾祖父許申是潮州八賢之一。
有二子許仲禮、許仲進。